# Nymphon hamatum
Nymphon hamatum är en havsspindelart som beskrevs av Hoek, P.P.C. 1881. Nymphon hamatum ingår i släktet Nymphon och familjen Nymphonidae.
Artens utbredningsområde är Södra Ishavet. Inga underarter finns listade i Catalogue of Life.